# Heliconia sanctae-theresae
Heliconia sanctae-theresae là một loài thực vật có hoa trong họ Heliconiaceae. Loài này được Abalo & G.Morales mô tả khoa học đầu tiên năm 1985.